# Chad Albury
Pour les articles homonymes, voir Albury.
Chad Albury, né le 19 juillet 1972,, est un coureur cycliste bahaméen.

## Biographie
Originaire des Bahamas, Chad Albury travaille dans le domaine pétrolier. Il a notamment exercé son activité en Arabie saoudite ou en Australie. Cycliste amateur, il participe à ses premières compétitions sur le tard.
En 2014, il est sélectionné en équipe nationale pour participer aux Jeux du Commonwealth, à 42 ans. Lors de la saison 2016, il devient champion des Bahamas du contre-la-montre à New Providence. Il s'impose également sur le Riyadh Wheelers Cycle Event, une course saoudienne.
En juillet 2017, il est sacré champion des Bahamas sur route.

## Palmarès
- 2013
  - Grand Bahama Cycling Club Championships
- 2014
  - 2e du championnat des Bahamas du contre-la-montre
- 2015
  - 2e du championnat des Bahamas du contre-la-montre
  - 3e du championnat des Bahamas sur route
- 2016
  -  Champion des Bahamas du contre-la-montre
  - Riyadh Wheelers Cycle Event
- 2017
  -  Champion des Bahamas sur route
  - 3e du championnat des Bahamas du contre-la-montre
- 2018
  - 3e du championnat des Bahamas sur route